# Jérôme Kerviel
Jérôme Kerviel, född 1977, är en fransk före detta banktjänsteman, som har överklagat en dom för förskingring på fem års fängelse och skadestånd på 5 miljarder euro.

## Fotnoter
1. ↑  GeneaStar, GeneaStar person-ID: kervieljero.[källa från Wikidata]
2. 1 2  tweet-ID: 1763951766121427424.[källa från Wikidata]